# Compagnia della Stella
Compagnia della Stella (Compagnie de l'Étoile) est le nom de deux Compagnie di Ventura actives en Italie au XIVe siècle, composée de mercenaires majoritairement étrangers pour la première et italiens pour la deuxième.

## Historique

### Fondation
La Compagnia
della Stella :
En août 1364 à la fin de la bataille de Cascina, Albert Sterz quitta la Compagnia Bianca et fonda avec Anichino di Bongardo et Ugo della Zucca la Compagnia della Stella.
Les mercenaires qui faisaient partie de la nouvelle compagnie étaient ceux qui décidèrent de suivre Sterz lors de la dissolution de la Compagnia Bianca et ceux de la compagnia del Bongardo. Ils étaient en majorité allemands et anglais.
Le nom de la compagnie est issu du blason des Cavalieri di Bongard, la famille d'appartenance de Anichino, qui représentait une étoile. Néanmoins Anichino di Bongardo au mois de septembre 1364 quitta la compagnie laissant le commandement à Albert Sterz.

### La Compagnia della Stella d'Albert Sterz
Au cours du mois de janvier 1365, la compagnie sous le commandement d'Albert Sterz fut à la solde des États pontificaux dont les milices étaient guidées par le cardinal Egidio Albornoz, alliés au royaume de Naples de la reine Jeanne Ire de Naples contre Pérouse, dont les forces étaient sous les ordres de Anichino di Bongardo.
Le contingent de la Compagnia della Stella était de 5 000 cavaliers et 1 000 fantassins et celui des pérugins de 10 000 hommes. L'affrontement dura plus de cinq mois et se déroula entre l'Ombrie, la Toscane et les territoires pontificaux du Latium.
La bataille décisive se déroula à San Mariano près de Corciano. La Compagnie della Stella de Sterz fut battue non seulement à cause de leur infériorité numérique mais par le manque d'engagement des mercenaires qui n'avaient pas été payés. Albert Sterz et de nombreux mercenaires furent capturés et emprisonnés à Pérouse. La paix finalement conclue, ils furent libérés.
Au cours du mois d'août 1365, la compagnie passa au service de Sienne afin de faire face aux attaques de la Compagnia Bianca de Giovanni Acuto, alliée de la Compagnia di San Giorgio. Il tentative fut vaine car la supériorité numérique de l'adversaire obligea la compagnie d'Albert Sterz à se retirer.
Au cours du mois de novembre 1366, la compagnie est à la solde de Pérouse contre l'État pontifical. Les Pérugins, méfiants envers Albert Sterz, l'accusèrent de les trahir en faveur du cardinal et condottiere Egidio Albornoz, puis l'arrêtèrent et le décapitèrent.
À cause de la mort de son capitaine Alberto Sterz, la compagnie est dissoute.

### La Compagnia della Stella d'Astorre Manfredi
Au cours du mois de juin 1379, une seconde Compagnia della Stella a été fondée à Soragna par le condottiere  Astorre Manfredi.
La plupart de ses éléments provenaient d'Émilie-Romagne, et initialement la compagnie comprenait 600 lanciers et 2 000 fantassins.
Avec cette compagnie, Manfredi tenta d'attaquer Bologne et Rimini avant de se mettre à la solde de Barnabé Visconti et des Vénitiens. En août 1379, sur ordre de Barnabé Visconti, elle attaqua Gênes, saccagea divers bourgs de la ville dont celui de Sampierdarena, mais quand la cité lui offrit 13 000 florins d'or, il se retira avant d'à nouveau l'attaquer.
La bataille la plus importante se déroula le 24 septembre quand les 400 lanciers et 3 000 fantassins de la compagnie de Manfredi ont été défaits par les génois à proximité de Val Bisagno. Tous les mercenaires ont été capturés et justiciés par la population à l'exception de leur chef Astorre Manfredi, sauvé par un paysan, auquel il avait promis une somme de 10 000 ducats.

## Sources
- (it) Cet article est partiellement ou en totalité issu de l’article de Wikipédia en italien intitulé « Compagnia della Stella » (voir la liste des auteurs).